# OpenDNS
OpenDNS es una empresa que ofrece el servicio de resolución de nombres de dominio (DNS) gratuito (para uso privado en el hogar) y abierto en su versión más básica y original. Fue fundada en noviembre de 2005 por David Ulevitch.
Más tarde añadió características opcionales gratuitas: corrección de errores ortográficos, filtrado de contenidos, protección contra phishing y robo de identidad, malware básico (Conficker y vulnerabilidades de Internet Explorer) configurables a través de un panel de control, previo registro en su sitio web. El servicio básico gratuito se financia a través de publicidad en las páginas de bloqueo de contenidos y en páginas de búsqueda generadas tras un intento de navegación fallido como resultado de la introducción de dominios inexistentes en la URL de la barra de navegación del navegador.
OpenDNS ofrece resolución de DNS gratuita a personas y empresas como una alternativa generalmente más rápida al servidor de DNS de su ISP. Sus 31 centros de datos localizados en distintos lugares del mundo (12 en América, 11 en Europa, 5 en Asia, 2 en Oceanía y 1 en África, generalmente centros neurálgicos de comunicaciones de internet) mantienen una gran caché de nombres de dominios que permiten que las consultas DNS sean muy rápidas, lo que a su vez acelera la velocidad de respuesta de los usuarios al navegar por la red.

## Historia
En 2010, el servicio había crecido hasta llegar a resolver cerca del 1% de las consultas de todo Internet.
A finales del 2012, OpenDNS se aproxima a un 3% del total de usuarios de internet, más de 50 millones de usuarios y unos 50000 millones de peticiones de resolución DNS al día.
La compañía había conseguido 7 millones de dólares de capital y en marzo de 2013 recibió un nuevo monto no declarado de Sutter Hill Ventures.
En febrero de 2014 OpenDNS anuncia la integración del servicio de seguridad Umbrella con el sistema de seguridad contra malware web que proporciona su nuevo socio FireEye. La integración de OpenDNS con FireEye supone una mejora notable en la protección antimalware de Umbrella.
En el 6 de junio de 2014 se produce un gran cambio en la forma de actuar de OpenDNS, en esa fecha, por motivos diversos pero fundamentalmente relacionados con la propagación de malware, desaparece el servicio Guide de OpenDNS, el cual mostraba anuncios orientativos de urls relacionadas cuando se producía una resolución de una url inexistente. Con este cambio OpenDNS antepone la seguridad de sus usuarios y experiencia de navegación a sus intereses económicos, además de intentar recuperar a los usuarios que se habían perdido por este motivo. Hay disponible una página con preguntas y respuestas que pretende aclarar todas las dudas derivadas de este cambio producido.
El 30 de junio de 2015, David Ulevitch (CEO y fundador de OpenDNS) anuncia la intención de Cisco de adquirir OpenDNS. Se habilita una sección en la web a modo de FAQ. Según palabras de David, aunque OpenDNS se integre dentro de Cisco las cosas van a seguir igual y OpenDNS seguirá tal y como lo conocemos actualmente y se seguirá mejorando el servicio manteniéndose la versión gratuita.
En los últimos años OpenDNS se ha convertido además de en un proveedor global gratuito de resolución DNS, en un proveedor de servicios de seguridad de Internet en La Nube. Las características de seguridad incluyen un filtro de phishing y corrección de errores ortográficos (por ejemplo escribir wikipedia.or en vez de wikipedia.org). Al entrar en sitios clasificados como fraudulentos, OpenDNS bloquea el acceso a esos sitios, aunque esto se puede configurar en el panel de control.

## Servicios

### DNS Principales
OpenDNS ofrece las siguientes direcciones de servidor de nombres de dominio (IPv4) para uso público:
- 208.67.222.222 (OpenDNS Home Free/VIP)
- 208.67.220.220 (OpenDNS Home Free/VIP)
- 208.67.222.123 (OpenDNS FamilyShield)
- 208.67.220.123 (OpenDNS FamilyShield)

En algunas configuraciones DNS se precisa de unas 3ª y 4ª direcciones DNS adicionales:
- 208.67.222.220 (Direcciones DNS adicionales)
- 208.67.220.222 (Direcciones DNS adicionales)

### Servicios DNS IPv6
Actualmente OpenDNS solo provee de resolución recursiva de dominios para los sitios web basados en IPv6. Cuando globalmente la comunidad de Internet adopte IPv6, OpenDNS activará, en su panel de control, las funciones de seguridad y filtrado de contenido web, incluyendo las protecciones contra malware, botnet y phising.
- 2620:0:ccc::2
- 2620:0:ccd::2

### OpenDNS FamilyShield
OpenDNS también dispone de un filtrado DNS al que denomina FamilyShield mediante el cual y poniendo otras direcciones DNS se puede ofrecer una protección extra contra páginas pornográficas y de contenido para adultos fundamentalmente. Este filtrado está mayoritariamente destinado al uso de OpenDNS en entornos familiares con menores que acceden a internet.

### OpenDNS Home VIP
También cuentan con un servicio de pago para uso residencial, llamada OpenDNS Home VIP, que agrega filtrado configurable de páginas web, mejora en las estadísticas de uso y tiene soporte premium.

### Umbrella
En noviembre de 2012 OpenDNS lanza su servicio de seguridad llamado Umbrella. Umbrella está destinado para mejorar la seguridad en
empresas y bibliotecas así como colegios y universidades. Permite definir reglas de administración, filtrados y ver reportes de usuarios, grupos y dispositivos. Las características de seguridad de Umbrella se pueden consultar en su página web.

### Umbrella Prosumer
En abril de 2014 OpenDNS lanza su nuevo servicio Umbrella Prosumer. Este servicio de Umbrella estaría destinado fundamentalmente a usuarios domésticos o bien a usuarios que solamente necesiten hasta 5 conexiones de dispositivos. Umbrella Prosumer ofrece el mismo nivel de protección que el paquete empresarial Umbrella a excepción de la provisión de cobertura a toda la red.

### DNSCrypt
DNSCrypt es una implementación de DNSCurve, que sirve para cifrar el tráfico DNS entre el ordenador del usuario y los servidores de nombres de OpenDNS.

### PhishTank
PhishTank es una colaboración entre usuarios mediante la cual se pueden enviar y votar páginas web sospechosas de estar realizando prácticas de Phishing.

## Ubicación de los servidores
Actualmente OpenDNS dispone de 39 datacenters repartidos, en 5 continentes, de la siguiente forma:
| Europa (13) - Ámsterdam, Países Bajos - Bucarest, Rumania - Copenhague, Dinamarca - Dublín, Irlanda - Estocolmo, Suecia - Frankfurt, Alemania - Londres, Reino Unido - Madrid, España - Marsella, Francia - Milán, Italia - París, Francia - Praga, República Checa - Varsovia, Polonia | América Norte (14) - Ashburn, Virginia, EUA - Atlanta Georgia_(Estados_Unidos), EUA - Chicago, Illinois, EUA - Dallas, Tejas, EUA - Denver, Colorado, EUA - Los Ángeles, California, EUA - Miami, Florida, EUA - New York, Nueva York, EUA - Palo Alto, California, EUA - Querétaro, México - Reston, EUA - Seattle, Washington, EUA - Toronto, Canadá - Vancouver Canadá América Sur (2) - Río de Janeiro, Brasil - São Paulo, Brasil | Asia (6) - Dubái, Emiratos Árabes Unidos - Hong Kong, China - Mumbai, India - Osaka, Japón - Singapur, Singapur - Tokio, Japón Oceanía (2) - Melbourne, Australia - Sídney, Australia África (2) - Ciudad del Cabo, Sudáfrica - Johannesburgo, Sudáfrica |

OpenDNS también dispone de una web en donde se pueden ver las estadísticas totales de tráfico por sus servidores y reportes de incidencias.

## Comunidad OpenDNS
OpenDNS está formado por una comunidad de usuarios que desde varias webs pueden colaborar de varias formas.
- Domain Tagging - Clasificación y votación de dominios por categorías.
- Idea Bank - Banco de ideas y votación de las mismas.
- Forums - Foro de ayuda y soporte.
- Blog - Blog oficial de OpenDNS.

## Premios y reconocimientos
En septiembre de 2011, el World Economic Forum la nombró dentro de sus "pioneros tecnológicos".